# Mamaragan
Mamaragan est le dieu de la foudre en lequel croyaient les aborigènes d'Australie centrale. Il parle avec une voix tonitruante semblable à celle du tonnerre.
Quand l'envie lui en prend, il chevauche un vaste nuage d'orage noir dans le ciel, projetant de grands éclairs sur la Terre dans une terrifiante démonstration de puissance. Lorsqu'il ne pleut pas, il vit dans une flaque d'eau,.